# Michał Marek (koszykarz)
Michał Marek (ur. 22 października 1996 w Poznaniu) – polski koszykarz grający na pozycji środkowego, od 2022 zawodnik Górnika Trans.eu Zamku Książ Wałbrzych.
11 sierpnia 2016 podpisał trzyletnią umowę z Polfarmex-em Kutno.
8 lipca 2020 został zawodnikiem I-ligowej Energa Kotwicy Kołobrzeg.

## Osiągnięcia
Stan na 25 maja 2023.
Drużynowe
- Wicemistrz I ligi (2023)[3]

Reprezentacja
- Uczestnik mistrzostw Europy:
  - U–16 (2012 – 6. miejsce)
  - dywizji B:
    - U–18 (2013 – 2. miejsce – awans do dywizji A)
    - U–20 (2016 – 6. miejsce)

## Statystyki

### W rozgrywkach krajowych
| Sezon     | Drużyna                        | M  | S5 | MPG  | FG%   | 3P%   | FT%   | RPG | APG | SPG | BPG | PPG  |
| --------- | ------------------------------ | -- | -- | ---- | ----- | ----- | ----- | --- | --- | --- | --- | ---- |
| 2012/2013 | Basket Suchy Las (II liga)     | 14 |    | 15,3 | 45,0% | 16,7% | 28,6% | 3,8 | 0,4 | 0,4 | 0,2 | 4,2  |
| 2013/2014 | Basket Suchy Las (II liga)     | 20 |    | 20,1 | 52,2% | 0,0%  | 61,5% | 5,0 | 0,4 | 1,5 | 0,5 | 5,5  |
| 2014/2015 | Basket Suchy Las (II liga)     | 19 |    | 15,7 | 64,3% | –     | 61,3% | 3,8 | 0,5 | 0,9 | 0,3 | 6,7  |
| 2015/2016 | PGE Turów Zgorzelec (PLK)      | 17 | 3  | 5,4  | 29,4% | –     | 40,0% | 0,9 | 0,1 | 0,1 | 0,0 | 0,8  |
| 2016/2017 | Polfarmex Kutno (PLK)          | 9  | 0  | 5,5  | 46,2% | –     | –     | 0,4 | 0,1 | 0,2 | 0,0 | 1,3  |
| 2017/2018 | Polfarmex Kutno (I liga)       | 36 |    | 17,9 | 54,3% | –     | 59,8% | 4,6 | 0,6 | 0,3 | 0,6 | 7,6  |
| 2018/2019 | Polfarmex Kutno (I liga)       | 31 |    | 22,9 | 52,3% | –     | 67,1% | 6,9 | 1,7 | 0,7 | 1,8 | 11,3 |
| 2019/2020 | Biofarm Basket Poznań (I liga) | 23 |    | 19,9 | 60,7% | –     | 61,6% | 5,4 | 0,7 | 0,5 | 1,1 | 9,6  |

### W rozgrywkach międzynarodowych
| Sezon     | Drużyna                               | M | S5 | MPG | FG%   | 3P% | FT% | RPG | APG | SPG | BPG | PPG |
| --------- | ------------------------------------- | - | -- | --- | ----- | --- | --- | --- | --- | --- | --- | --- |
| 2015/2016 | PGE Turów Zgorzelec (FIBA Europe Cup) | 4 |    | 6,8 | 25,0% | –   | –   | 0,8 | 0,5 | 0,0 | 0,0 | 0,5 |